# Speiseria magnioculus
Speiseria magnioculus är en tvåvingeart som beskrevs av Wenzel 1976. Speiseria magnioculus ingår i släktet Speiseria och familjen lusflugor.
Artens utbredningsområde är Venezuela. Inga underarter finns listade i Catalogue of Life.